# Маланичи
Маланичи — деревня в Чернушинском районе Пермского края. Входит в состав Ананьинского сельского поселения.
Находится примерно в 11 км к северу от центра города Чернушки.
Глава деревни заслуженный строитель России Шушминцев Александр Иосифович

## Население
По состоянию на 1 января 1981 года — 30 человек.
В 2005 году численность населения составляла 21 человек.
По результатам переписи 2010 года численность населения составила 39 человек, в том числе 21 мужчина и 18 женщин.